# 納圖恩瑟霍赫約赫山

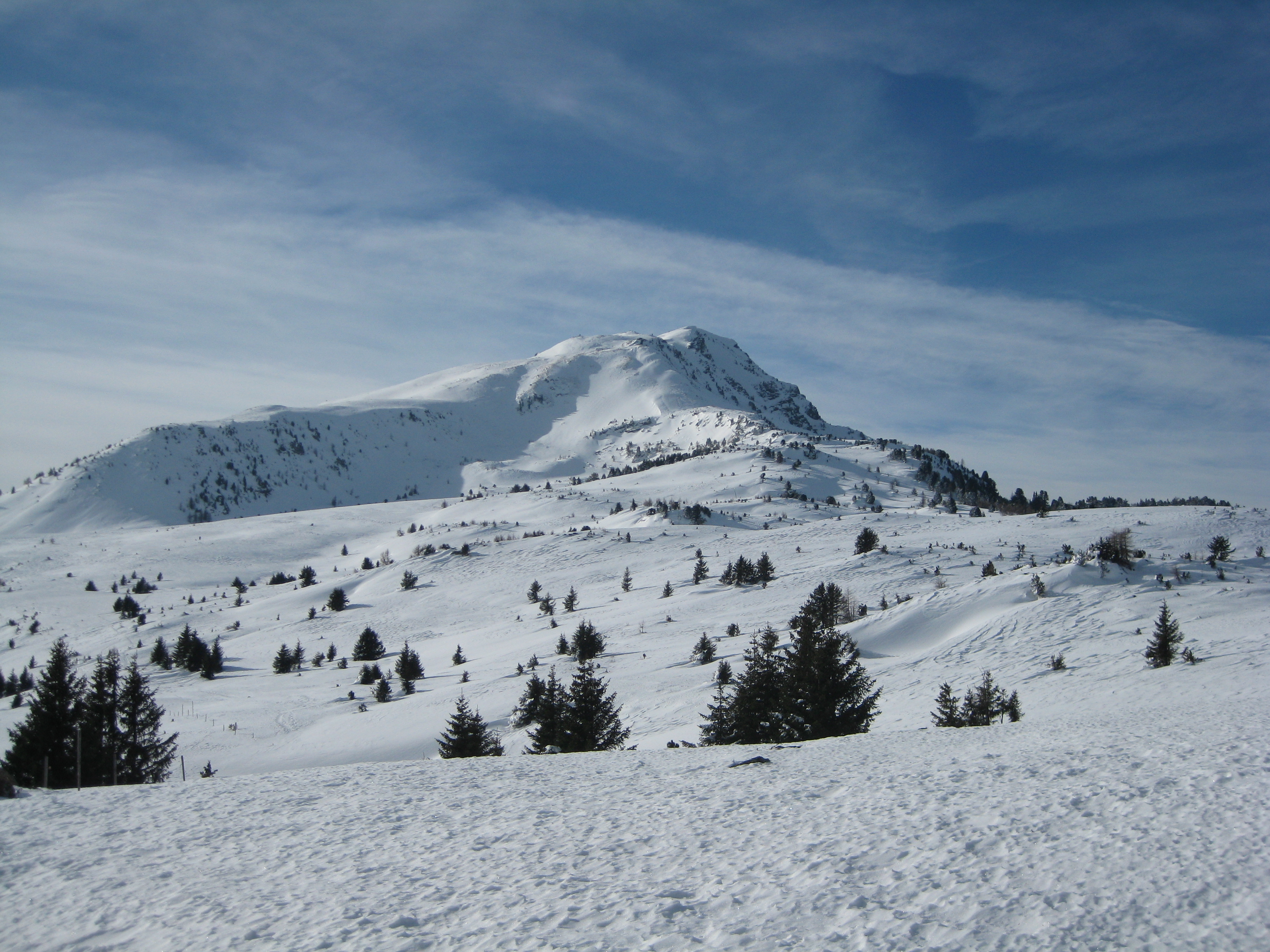

46°36′20″N 11°01′58″E / 46.605636°N 11.032857°E
納圖恩瑟霍赫約赫山（德語：Naturnser Hochjoch），是意大利的山峰，位於該國東北部，由博爾扎諾-南蒂羅爾自治省負責管轄，屬於奥特莱斯山的一部分，海拔高度2,474米。
1. ↑  , 2022-08-08  [2025-08-14] （德语）